# Cyanomitra
Cyanomitra Reichenbach, 1853 è un genere di uccelli passeriformi della famiglia Nectariniidae.

## Tassonomia
Comprende le seguenti specie:
- Cyanomitra verticalis (Latham, 1790) – nettarinia testaverde
- Cyanomitra bannermani Grant & Mackworth-Praed, 1943 – nettarinia di Bannerman
- Cyanomitra cyanolaema (Jardine & Fraser, 1852) – nettarinia golablu
- Cyanomitra oritis (Reichenow, 1892) – nettarinia testablu del Camerun
- Cyanomitra alinae Jackson, 1904 – nettarinia testablu
- Cyanomitra olivacea (A.Smith, 1840) – nettarinia olivacea
- Cyanomitra veroxii (A.Smith, 1831) – nettarinia chiazzerosse